# 大谷寺 (宇都宮市)

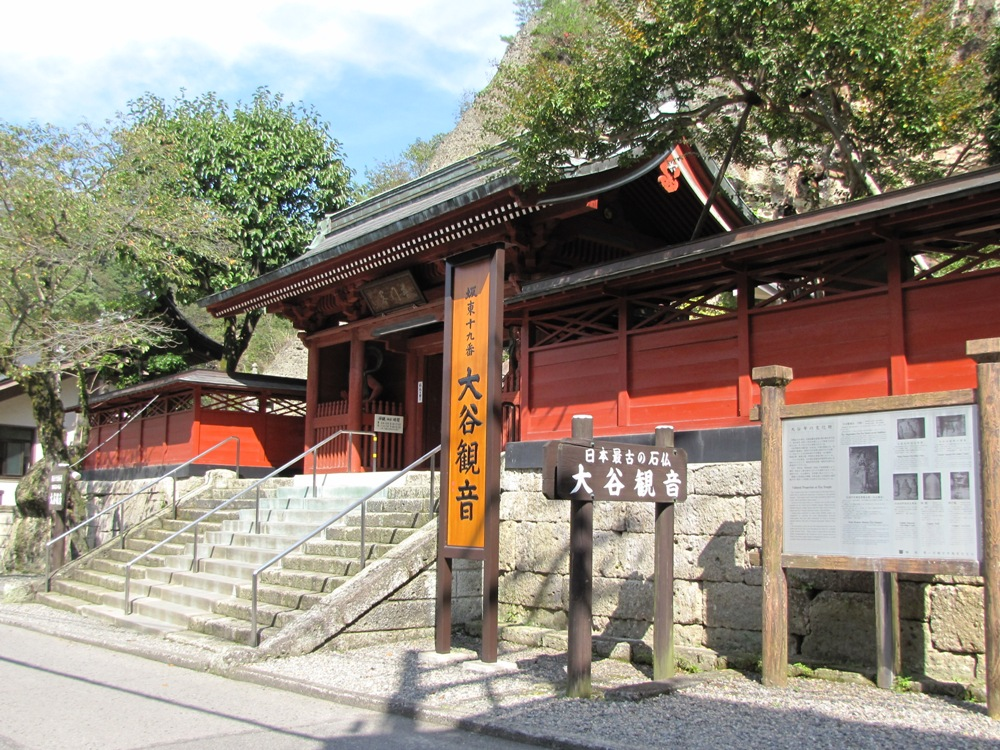
門前

大谷寺（おおやじ）は、栃木県宇都宮市大谷町にある天台宗の寺院である。山号は天開山。院号は浄土院。本尊は千手観世音菩薩で、坂東三十三観音第19番札所。国の特別史跡および重要文化財に指定されている「大谷磨崖仏」の所有者となっている。
本尊真言：おん ばざら たらま きりく そわか
ご詠歌：名を聞くもめぐみ大谷の観世音 みちびきたまへ知るも知らぬも

## 歴史
大谷寺は大谷石凝灰岩層の洞穴内に堂宇を配する日本屈指の洞窟寺院である。
本尊は、凝灰岩の岩壁に彫られた丈六（約4.5メートル）の千手観音で、一般には「大谷観音」の名で知られている。
当寺周辺には縄文時代の人の生活の痕跡が認められること（大谷岩陰遺跡）、また弘仁元年（810年）に空海が千手観音を刻んでこの寺を開いたとの伝承が残ることなどから、定かではないが千手観音が造立された平安時代中期には周辺住民等の信仰の地となっていたものと推定されている。
こうして、平安末期には現代に残される主要な磨崖仏の造立がほぼ完了し、鎌倉時代初期には鎌倉幕府によって坂東三十三箇所の一に定められたものと推定されている。鎌倉時代に入ると、大谷寺は宇都宮社の神職で鎌倉幕府の有力御家人でもあった下野宇都宮氏の保護の下で隆盛したと見られ、1965年（昭和40年）の大谷寺発掘調査において、鎌倉時代の懸仏、1363年（貞治2年又は正平18年）奉納の経石、1551年（天文20年）と書かれた銅椀などが出土している。しかし豊臣秀吉により下野宇都宮氏が改易されると、一時は衰退を余儀なくされた。
しかし江戸時代に入って、奥平忠昌が宇都宮城第29代城主に再封された後の元和年間（1615年 - 1624年）、慈眼大師天海の弟子であった伝海が藩主忠昌の援助を得て堂宇を再建した。天海僧正は天文年間に宇都宮城下の粉河寺で修行した経歴を有しており、徳川幕府が擁立された後、徳川家康と代々の将軍家の援助により上野寛永寺を建立したほか、日光山貫主として堂宇再建を行っている。
その後、宝永年間にも諸侯の援助により堂宇建立を中心とした勧請が行われたが、その後の火事で多くの堂宇を焼失している。

## 指定文化財
大谷磨崖仏
大谷寺の本尊である石造千手観音菩薩立像など、大谷石の壁面に掘られた石心塑像群。国の特別史跡及び重要文化財。詳細は大谷磨崖仏を参照。
銅鐘
1685年（元禄8年）、大谷寺中興の祖との一人と云われる第4世応賢の依頼により鋳物師の戸室定国が鋳造したもの。小形、端正、古様の様式であることが特徴。1988年（昭和63年）4月3日に県より有形文化財（工芸品）に指定されている。
銅製灯篭
1716年（享保元年）、河内郡新里村の住民の寄進により戸室元蕃が鋳造したもの。巧みな意匠と安定感が特徴で、1988年（昭和63年）3月22日に市より有形文化財に指定されている。
銅製鰐口
1667年（寛文7年）に鋳造された青銅製の鰐口。作者は不詳である。金属性鰐口としては市内最古と見られている。耳が蕨手状になっていることが特徴で、1996年（平成7年）3月22日に市より有形文化財に指定されている。

## その他

### 平和観音像
この寺の門前にある平和観音像は、大谷石の石切り場跡に世界平和を祈り、総手彫りで1948年（昭和23年）から6年をかけて1954年（昭和29年）に完成、1956年（昭和31年）に開眼したものである。全長は88尺8寸8分（26.93メートル）で末広がりを意識している。詳細は大谷平和観音を参照。

### 大谷寺洞穴遺跡
大谷寺洞穴遺跡（大谷寺岩陰遺跡/大谷岩陰遺跡）は、大谷寺の洞窟に見られる古代遺跡。古代人が生活した痕跡が認められている。洞穴内の深さ3mの地層から屈葬された特にほぼ完全な形の縄文人の人骨が出土した（身長154cmの痩せ型）ことから、大谷寺の洞窟は元々縄文人の横穴式住居であったものと考えられている。この人骨は20代前後の男性で、1998年（平成10年）にお茶の水女子大松浦秀治助教授らに依頼した学術調査で、放射性炭素法とフッ素法の二種類で年代を測定した結果、縄文時代草創期（約1万1千年前）と判定されている。

### 大谷資料館
大谷石に関わる歴史・文化を展示する資料館。大谷岩陰遺跡の出土物についても展示している。前述の人骨についても展示されている。

## 交通アクセス
バス
- JR宇都宮駅西口・東武駅前バス停から
  - 関東バス 大谷立岩線に乗車約30分「大谷観音前」下車、徒歩2分。

車
- 宇都宮環状道路駒生町交差点から
  - 大谷街道を西進、大谷交差点から栃木県道188号大谷観音線へ。約10分。

## 前後の札所
坂東三十三観音
18 中禅寺 (日光市)　--　19 大谷寺　--　20 西明寺 (栃木県益子町)